# Collegio elettorale di Chiari (Senato della Repubblica)
Il collegio di Chiari fu un collegio elettorale uninominale della Repubblica Italiana appartenente alla Circoscrizione Lombardia; fu utilizzato per eleggere un senatore della Repubblica dalla I alla XIV legislatura, sebbene con forme diverse e sistemi elettorali diversi.

## Storia
Il collegio venne creato nel 1948 secondo la legge n. 29 del 6 febbraio 1948 la quale, pur basandosi sull'impianto proporzionale in vigore per la Camera, rispetto a quest'ultima conteneva alcuni piccoli correttivi in senso maggioritario. Tale legge ebbe il suo definitivo perfezionamento col Testo Unico n. 361 del 1957. Differentemente dalla Camera, la legge elettorale del Senato si articolava su base regionale, seguendo il dettato costituzionale (art.57). Ogni Regione era suddivisa in tanti collegi uninominali quanti erano i seggi ad essa assegnati. All'interno di ciascun collegio, veniva eletto il candidato che avesse raggiunto il quorum del 65% delle preferenze: tale soglia, oggettivamente di difficilissimo conseguimento, tradiva l'impianto proporzionale su cui era concepito anche il sistema elettorale della Camera Alta. Qualora, come normalmente avveniva, nessun candidato avesse conseguito l'elezione, i voti di tutti i candidati venivano raggruppati in liste di partito a livello regionale, dove i seggi venivano allocati utilizzando il metodo D'Hondt delle maggiori medie statistiche e quindi, all'interno di ciascuna lista, venivano dichiarati eletti i candidati con le migliori percentuali di preferenza.
Nel 1993, con la cosiddetta Legge Mattarella (Legge n. 276, Norme per l'elezione del Senato della Repubblica), attuata in seguito al referendum abrogativo del 1993, venne istituito per la Camera dei deputati e per il Senato della Repubblica un sistema di elezione misto, in parte maggioritario e in parte proporzionale. Il 75% dei parlamentari dell'assemblea veniva eletto in collegi uninominali tramite sistema maggioritario a turno unico; il restante 25% al Senato veniva eletto tramite recupero proporzionale dei più votati non eletti attraverso un meccanismo di calcolo denominato "scorporo", cioè sottraendo dal conteggio dei voti totali di una lista nella parte proporzionale i voti ottenuti dai candidati collegati alla medesima lista che erano eletti nei collegi uninominali con il sistema maggioritario.
Il collegio venne abolito insieme a tutti gli altri che costituivano il Senato con la promulgazione della legge elettorale successiva, la cosiddetta Legge Calderoli. Questa prevedeva un sistema proporzionale con premio di maggioranza, che al Senato veniva attribuito a livello regionale.

## 1948-1993

### Territorio
Il collegio di Chiari era uno dei 31 collegi uninominali in cui era suddivisa la Lombardia; comprendeva i seguenti comuni: Alfianello, Bagnolo Mella, Barbariga, Bassano Bresciano, Berlingo, Borgo San Giacomo, Brandico, Castel Mella, Castelcovati, Castrezzato, Chiari, Cigole, Comezzano-Cizzago, Corzano, Dello, Gambara, Gottolengo, Leno, Lograto, Longhena, Maclodio, Mairano, Manerbio, Milzano, Offlaga, Orzinuovi, Orzivecchi, Padergnaga Oriano, Pavone del Mella, Pompiano, Poncarale Flero, Pontevico, Pontoglio, Pralboino, Quinzano D'Oglio, Roccafranca, Roncadelle, Rudiano, San Gervasio Bresciano, Seniga, Torbole Casaglia, Travagliato, Trenzano, Urago d'Oglio, Verolanuova e Villachiara.

### Dati elettorali

#### I legislatura
|                               | Albino Donati ✔️ Eletto | Democrazia Cristiana        | 60 367  | 65,66 |  |  |  |  |  |
|                               | Pietro Barbieri         | Fronte Democratico Popolare | 26 616  | 28,95 |  |  |  |  |  |
|                               | Luigi Morelli           | Blocco Nazionale            | 4 952   | 5,39  |  |  |  |  |  |
| Totale                        | Totale                  | Totale                      | 91 935  | 100   |  |  |  |  |  |
|                               |                         |                             |         |       |  |  |  |  |  |
| Voti non validi               | Voti non validi         | Voti non validi             | 5 930   | 6,06  |  |  |  |  |  |
| Votanti                       | Votanti                 | Votanti                     | 97 865  | 96,70 |  |  |  |  |  |
| Elettori                      | Elettori                | Elettori                    | 101 204 |       |  |  |  |  |  |
|                               |                         |                             |         |       |  |  |  |  |  |
| Data: 18 aprile 1948          |                         |                             |         |       |  |  |  |  |  |
| Fonte: Ministero dell'interno |                         |                             |         |       |  |  |  |  |  |

#### II legislatura
|                                                                                | Pietro Cenini ✔️ Eletto | Democrazia Cristiana                    | 59 552  | 58,35 |  |  |  |  |  |
|                                                                                | Gaetano Minelli         | Partito Socialista Italiano             | 16 084  | 15,76 |  |  |  |  |  |
|                                                                                | Italo Nicoletto         | Partito Comunista Italiano              | 15 561  | 15,25 |  |  |  |  |  |
|                                                                                | Cesare Esposito         | Partito Socialista Democratico Italiano | 2 801   | 2,74  |  |  |  |  |  |
|                                                                                | Giulio Giobbe           | Movimento Sociale Italiano              | 2 757   | 2,70  |  |  |  |  |  |
|                                                                                | Sperandio Barcella      | Partito Nazionale Monarchico            | 2 606   | 2,55  |  |  |  |  |  |
|                                                                                | Faustino Caravaggi      | Partito Liberale Italiano               | 1 581   | 1,55  |  |  |  |  |  |
|                                                                                | Mary Chiesa Tibaldi     | Partito Repubblicano Italiano           | 522     | 0,51  |  |  |  |  |  |
|                                                                                | Giorgio Masi            | Alleanza Democratica Nazionale          | 320     | 0,31  |  |  |  |  |  |
|                                                                                | Arrigo Cairo            | Unità Popolare                          | 284     | 0,28  |  |  |  |  |  |
| Totale                                                                         | Totale                  | Totale                                  | 102 068 | 100   |  |  |  |  |  |
|                                                                                |                         |                                         |         |       |  |  |  |  |  |
| Voti non validi                                                                | Voti non validi         | Voti non validi                         | 3 753   | 3,55  |  |  |  |  |  |
| Votanti                                                                        | Votanti                 | Votanti                                 | 105 821 | 90,22 |  |  |  |  |  |
| Elettori                                                                       | Elettori                | Elettori                                | 117 292 |       |  |  |  |  |  |
|                                                                                |                         |                                         |         |       |  |  |  |  |  |
| Nota: quorum del 65% non raggiunto; ripartizione dei seggi a livello regionale |                         |                                         |         |       |  |  |  |  |  |
| Data: 7 giugno 1953                                                            |                         |                                         |         |       |  |  |  |  |  |
| Fonte: Ministero dell'interno                                                  |                         |                                         |         |       |  |  |  |  |  |

#### III legislatura
|                                                                                | Pietro Cenini ✔️ Eletto             | Democrazia Cristiana                    | 60 262  | 59,08 |  |  |  |  |  |
|                                                                                | Angelo Venturelli                   | Partito Socialista Italiano             | 16 886  | 16,56 |  |  |  |  |  |
|                                                                                | Giulio Dalola                       | Partito Comunista Italiano              | 13 395  | 13,13 |  |  |  |  |  |
|                                                                                | Mario Moretti                       | Partito Liberale Italiano               | 3 205   | 3,14  |  |  |  |  |  |
|                                                                                | Luigi De Santis                     | Partito Socialista Democratico Italiano | 3 055   | 3,00  |  |  |  |  |  |
|                                                                                | Giuseppe Putzu                      | Movimento Sociale Italiano              | 2 264   | 2,22  |  |  |  |  |  |
|                                                                                | Giorgio Panciera di Zoppola Gambara | Partito Nazionale Monarchico            | 1 586   | 1,55  |  |  |  |  |  |
|                                                                                | Francesco Panzerini                 | Partito Monarchico Popolare             | 1 027   | 1,01  |  |  |  |  |  |
|                                                                                | Giovanni Tisati                     | PRI - PR                                | 317     | 0,31  |  |  |  |  |  |
| Totale                                                                         | Totale                              | Totale                                  | 101 997 | 100   |  |  |  |  |  |
|                                                                                |                                     |                                         |         |       |  |  |  |  |  |
| Voti non validi                                                                | Voti non validi                     | Voti non validi                         | 3 548   | 3,36  |  |  |  |  |  |
| Votanti                                                                        | Votanti                             | Votanti                                 | 105 545 | 97,04 |  |  |  |  |  |
| Elettori                                                                       | Elettori                            | Elettori                                | 108 763 |       |  |  |  |  |  |
|                                                                                |                                     |                                         |         |       |  |  |  |  |  |
| Nota: quorum del 65% non raggiunto; ripartizione dei seggi a livello regionale |                                     |                                         |         |       |  |  |  |  |  |
| Data: 25 maggio 1958                                                           |                                     |                                         |         |       |  |  |  |  |  |
| Fonte: Ministero dell'interno                                                  |                                     |                                         |         |       |  |  |  |  |  |

#### IV legislatura
|                                                                                | Pietro Cenini ✔️ Eletto    | Democrazia Cristiana                             | 55 199  | 57,00 |  |  |  |  |  |
|                                                                                | L. Maffezzoni              | Partito Socialista Italiano                      | 15 006  | 15,50 |  |  |  |  |  |
|                                                                                | Giulio Dalola              | Partito Comunista Italiano                       | 13 271  | 13,71 |  |  |  |  |  |
|                                                                                | P. Cavagnini               | Partito Liberale Italiano                        | 4 820   | 4,98  |  |  |  |  |  |
|                                                                                | E. Bernasconi              | Partito Socialista Democratico Italiano          | 3 460   | 3,57  |  |  |  |  |  |
|                                                                                | L. Bellometti              | Movimento Sociale Italiano                       | 2 872   | 2,97  |  |  |  |  |  |
|                                                                                | C. Barboglio De Gaioncelli | Partito Democratico Italiano di Unità Monarchica | 1 017   | 1,05  |  |  |  |  |  |
|                                                                                | E. Chiarini                | Concentrazione di Unità Rurale                   | 851     | 0,88  |  |  |  |  |  |
|                                                                                | A. Ottolenghi              | Partito Repubblicano Italiano                    | 337     | 0,35  |  |  |  |  |  |
| Totale                                                                         | Totale                     | Totale                                           | 96 833  | 100   |  |  |  |  |  |
|                                                                                |                            |                                                  |         |       |  |  |  |  |  |
| Voti non validi                                                                | Voti non validi            | Voti non validi                                  | 4 192   | 4,15  |  |  |  |  |  |
| Votanti                                                                        | Votanti                    | Votanti                                          | 101 025 | 96,62 |  |  |  |  |  |
| Elettori                                                                       | Elettori                   | Elettori                                         | 104 562 |       |  |  |  |  |  |
|                                                                                |                            |                                                  |         |       |  |  |  |  |  |
| Nota: quorum del 65% non raggiunto; ripartizione dei seggi a livello regionale |                            |                                                  |         |       |  |  |  |  |  |
| Data: 28 aprile 1963                                                           |                            |                                                  |         |       |  |  |  |  |  |
| Fonte: Ministero dell'interno                                                  |                            |                                                  |         |       |  |  |  |  |  |

#### V legislatura
|                                                                                | Faustino Zugno ✔️ Eletto   | Democrazia Cristiana                             | 56 949  | 57,87 |  |  |  |  |  |
|                                                                                | Italo Nicoletto            | PCI - PSIUP                                      | 20 935  | 21,27 |  |  |  |  |  |
|                                                                                | G. Volpi                   | PSI-PSDI Unificati                               | 11 235  | 11,42 |  |  |  |  |  |
|                                                                                | O. Lombardi                | Partito Liberale Italiano                        | 5 020   | 5,10  |  |  |  |  |  |
|                                                                                | L. D. G. Bellometti        | Movimento Sociale Italiano                       | 3 026   | 3,07  |  |  |  |  |  |
|                                                                                | C. Barboglio De Gaioncelli | Partito Democratico Italiano di Unità Monarchica | 745     | 0,76  |  |  |  |  |  |
|                                                                                | G. Cernigliaro             | Partito Repubblicano Italiano                    | 500     | 0,51  |  |  |  |  |  |
| Totale                                                                         | Totale                     | Totale                                           | 98 410  | 100   |  |  |  |  |  |
|                                                                                |                            |                                                  |         |       |  |  |  |  |  |
| Voti non validi                                                                | Voti non validi            | Voti non validi                                  | 4 340   | 4,22  |  |  |  |  |  |
| Votanti                                                                        | Votanti                    | Votanti                                          | 102 750 | 97,62 |  |  |  |  |  |
| Elettori                                                                       | Elettori                   | Elettori                                         | 105 254 |       |  |  |  |  |  |
|                                                                                |                            |                                                  |         |       |  |  |  |  |  |
| Nota: quorum del 65% non raggiunto; ripartizione dei seggi a livello regionale |                            |                                                  |         |       |  |  |  |  |  |
| Data: 19 maggio 1968                                                           |                            |                                                  |         |       |  |  |  |  |  |
| Fonte: Ministero dell'interno                                                  |                            |                                                  |         |       |  |  |  |  |  |

#### VI legislatura
|                                                                                | Faustino Zugno ✔️ Eletto | Democrazia Cristiana                    | 59 024  | 58,01 |  |  |  |  |  |
|                                                                                | Giulio Dalola            | PCI - PSIUP                             | 19 390  | 19,06 |  |  |  |  |  |
|                                                                                | M. Fagnini               | Partito Socialista Italiano             | 10 665  | 10,48 |  |  |  |  |  |
|                                                                                | W. Deldossi              | Partito Socialista Democratico Italiano | 4 736   | 4,65  |  |  |  |  |  |
|                                                                                | U. G. Falconi            | Movimento Sociale Italiano              | 4 081   | 4,01  |  |  |  |  |  |
|                                                                                | Luigi Rigamonti          | Partito Liberale Italiano               | 2 954   | 2,90  |  |  |  |  |  |
|                                                                                | G. M. Rossi              | Partito Repubblicano Italiano           | 893     | 0,88  |  |  |  |  |  |
| Totale                                                                         | Totale                   | Totale                                  | 101 743 | 100   |  |  |  |  |  |
|                                                                                |                          |                                         |         |       |  |  |  |  |  |
| Voti non validi                                                                | Voti non validi          | Voti non validi                         | 3 821   | 3,62  |  |  |  |  |  |
| Votanti                                                                        | Votanti                  | Votanti                                 | 105 564 | 97,89 |  |  |  |  |  |
| Elettori                                                                       | Elettori                 | Elettori                                | 107 834 |       |  |  |  |  |  |
|                                                                                |                          |                                         |         |       |  |  |  |  |  |
| Nota: quorum del 65% non raggiunto; ripartizione dei seggi a livello regionale |                          |                                         |         |       |  |  |  |  |  |
| Data: 7 maggio 1972                                                            |                          |                                         |         |       |  |  |  |  |  |
| Fonte: Ministero dell'interno                                                  |                          |                                         |         |       |  |  |  |  |  |

#### VII legislatura
|                                                                                | Mario Pedini ✔️ Eletto    | Democrazia Cristiana                    | 61 356  | 57,33 |  |  |  |  |  |
|                                                                                | Giuseppe Viviani          | Partito Comunista Italiano              | 24 841  | 23,21 |  |  |  |  |  |
|                                                                                | Tomaso Bertoli            | Partito Socialista Italiano             | 10 683  | 9,98  |  |  |  |  |  |
|                                                                                | Mario Agnelli             | Partito Socialista Democratico Italiano | 3 035   | 2,84  |  |  |  |  |  |
|                                                                                | Annibale Dale             | Movimento Sociale Italiano              | 2 978   | 2,78  |  |  |  |  |  |
|                                                                                | Luigi Rigamonti           | Partito Liberale Italiano               | 1 314   | 1,23  |  |  |  |  |  |
|                                                                                | Leonida Braga             | Democrazia Proletaria                   | 1 279   | 1,20  |  |  |  |  |  |
|                                                                                | Francesco Grasso Caprioli | Partito Repubblicano Italiano           | 1 117   | 1,04  |  |  |  |  |  |
|                                                                                | Gian Giorgio Foresti      | Partito Radicale                        | 416     | 0,39  |  |  |  |  |  |
| Totale                                                                         | Totale                    | Totale                                  | 107 019 | 100   |  |  |  |  |  |
|                                                                                |                           |                                         |         |       |  |  |  |  |  |
| Voti non validi                                                                | Voti non validi           | Voti non validi                         | 3 726   | 3,36  |  |  |  |  |  |
| Votanti                                                                        | Votanti                   | Votanti                                 | 110 745 | 97,44 |  |  |  |  |  |
| Elettori                                                                       | Elettori                  | Elettori                                | 113 659 |       |  |  |  |  |  |
|                                                                                |                           |                                         |         |       |  |  |  |  |  |
| Nota: quorum del 65% non raggiunto; ripartizione dei seggi a livello regionale |                           |                                         |         |       |  |  |  |  |  |
| Data: 20 giugno 1976                                                           |                           |                                         |         |       |  |  |  |  |  |
| Fonte: Ministero dell'interno                                                  |                           |                                         |         |       |  |  |  |  |  |

#### VIII legislatura
|                                                                                | Mario Pedini ✔️ Eletto | Democrazia Cristiana                         | 62 479  | 56,58 |  |  |  |  |  |
|                                                                                | G. Foppoli             | Partito Comunista Italiano                   | 26 242  | 23,76 |  |  |  |  |  |
|                                                                                | T. Lazzarini           | Partito Socialista Italiano                  | 10 031  | 9,08  |  |  |  |  |  |
|                                                                                | G. Colosini            | Partito Socialista Democratico Italiano      | 4 040   | 3,66  |  |  |  |  |  |
|                                                                                | Sergio De Giuli        | Movimento Sociale Italiano                   | 2 784   | 2,52  |  |  |  |  |  |
|                                                                                | F. G. Passi            | Partito Liberale Italiano                    | 1 534   | 1,39  |  |  |  |  |  |
|                                                                                | P. D. Apicella         | Partito Radicale                             | 1 205   | 1,09  |  |  |  |  |  |
|                                                                                | E. Magistrali          | Partito Repubblicano Italiano                | 1 183   | 1,07  |  |  |  |  |  |
|                                                                                | P. Cherubini           | Nuova Sinistra Unita                         | 514     | 0,47  |  |  |  |  |  |
|                                                                                | P. Pedercini           | Costituente di Destra - Democrazia Nazionale | 412     | 0,37  |  |  |  |  |  |
| Totale                                                                         | Totale                 | Totale                                       | 110 424 | 100   |  |  |  |  |  |
|                                                                                |                        |                                              |         |       |  |  |  |  |  |
| Voti non validi                                                                | Voti non validi        | Voti non validi                              | 4 348   | 3,79  |  |  |  |  |  |
| Votanti                                                                        | Votanti                | Votanti                                      | 114 772 | 96,70 |  |  |  |  |  |
| Elettori                                                                       | Elettori               | Elettori                                     | 118 684 |       |  |  |  |  |  |
|                                                                                |                        |                                              |         |       |  |  |  |  |  |
| Nota: quorum del 65% non raggiunto; ripartizione dei seggi a livello regionale |                        |                                              |         |       |  |  |  |  |  |
| Data: 3 giugno 1979                                                            |                        |                                              |         |       |  |  |  |  |  |
| Fonte: Ministero dell'interno                                                  |                        |                                              |         |       |  |  |  |  |  |

#### IX legislatura
|                                                                                | Giovanni Prandini ✔️ Eletto | Democrazia Cristiana                    | 55 470  | 49,29 |  |  |  |  |  |
|                                                                                | Giancarlo Orlandini         | Partito Comunista Italiano              | 28 102  | 24,97 |  |  |  |  |  |
|                                                                                | Pietro Maffezzoni           | Partito Socialista Italiano             | 11 687  | 10,39 |  |  |  |  |  |
|                                                                                | Sergio De Giuli             | Movimento Sociale Italiano              | 4 415   | 3,92  |  |  |  |  |  |
|                                                                                | Augusto Di Rienzo           | Partito Socialista Democratico Italiano | 3 405   | 3,03  |  |  |  |  |  |
|                                                                                | Renato Miglietti            | Partito Repubblicano Italiano           | 3 250   | 2,89  |  |  |  |  |  |
|                                                                                | Luigi Vietina               | Partito Liberale Italiano               | 2 638   | 2,34  |  |  |  |  |  |
|                                                                                | Giuseppe Anni               | Democrazia Proletaria                   | 1 449   | 1,29  |  |  |  |  |  |
|                                                                                | Pierangelo Varolo           | Partito Radicale                        | 1 318   | 1,17  |  |  |  |  |  |
|                                                                                | Bruno Scarabelli            | Partito Cristiano Azione Sociale        | 460     | 0,41  |  |  |  |  |  |
|                                                                                | Giovanni Pietro Bocchi      | Lista per Trieste                       | 341     | 0,30  |  |  |  |  |  |
| Totale                                                                         | Totale                      | Totale                                  | 112 535 | 100   |  |  |  |  |  |
|                                                                                |                             |                                         |         |       |  |  |  |  |  |
| Voti non validi                                                                | Voti non validi             | Voti non validi                         | 6 946   | 5,81  |  |  |  |  |  |
| Votanti                                                                        | Votanti                     | Votanti                                 | 119 481 | 94,85 |  |  |  |  |  |
| Elettori                                                                       | Elettori                    | Elettori                                | 125 971 |       |  |  |  |  |  |
|                                                                                |                             |                                         |         |       |  |  |  |  |  |
| Nota: quorum del 65% non raggiunto; ripartizione dei seggi a livello regionale |                             |                                         |         |       |  |  |  |  |  |
| Data: 26 giugno 1983                                                           |                             |                                         |         |       |  |  |  |  |  |
| Fonte: Ministero dell'interno                                                  |                             |                                         |         |       |  |  |  |  |  |

#### X legislatura
|                                                                                | Giovanni Prandini ✔️ Eletto | Democrazia Cristiana                    | 57 888  | 47,65 |  |  |  |  |  |
|                                                                                | D. Lusetti                  | Partito Comunista Italiano              | 26 854  | 22,11 |  |  |  |  |  |
|                                                                                | A. Uberti                   | Partito Socialista Italiano             | 16 328  | 13,44 |  |  |  |  |  |
|                                                                                | L. De Mori                  | Movimento Sociale Italiano              | 4 845   | 3,99  |  |  |  |  |  |
|                                                                                | L. Torri                    | Partito Socialista Democratico Italiano | 2 614   | 2,15  |  |  |  |  |  |
|                                                                                | G. F. Pellegrini            | Partito Repubblicano Italiano           | 2 445   | 2,01  |  |  |  |  |  |
|                                                                                | E. Bravi                    | Partito Liberale Italiano               | 2 010   | 1,65  |  |  |  |  |  |
|                                                                                | V. Soregaroli               | Partito Radicale                        | 1 950   | 1,61  |  |  |  |  |  |
|                                                                                | A. Dolci                    | Lista Verde                             | 1 812   | 1,49  |  |  |  |  |  |
|                                                                                | A. Ziletti                  | Liga Veneta-Pensionati Uniti            | 1 778   | 1,46  |  |  |  |  |  |
|                                                                                | G. Ventura Pezzagno         | Democrazia Proletaria                   | 1 509   | 1,24  |  |  |  |  |  |
|                                                                                | L. Maffeis                  | Lega Lombarda                           | 1 166   | 0,96  |  |  |  |  |  |
|                                                                                | M. R. Pozzi                 | Alleanza Popolare Pensionati            | 278     | 0,23  |  |  |  |  |  |
| Totale                                                                         | Totale                      | Totale                                  | 121 477 | 100   |  |  |  |  |  |
|                                                                                |                             |                                         |         |       |  |  |  |  |  |
| Voti non validi                                                                | Voti non validi             | Voti non validi                         | 6 344   | 4,96  |  |  |  |  |  |
| Votanti                                                                        | Votanti                     | Votanti                                 | 127 821 | 95,81 |  |  |  |  |  |
| Elettori                                                                       | Elettori                    | Elettori                                | 133 415 |       |  |  |  |  |  |
|                                                                                |                             |                                         |         |       |  |  |  |  |  |
| Nota: quorum del 65% non raggiunto; ripartizione dei seggi a livello regionale |                             |                                         |         |       |  |  |  |  |  |
| Data: 14 giugno 1987                                                           |                             |                                         |         |       |  |  |  |  |  |
| Fonte: Ministero dell'interno                                                  |                             |                                         |         |       |  |  |  |  |  |

#### XI legislatura
|                                                                                | Bruno Ferrari ✔️ Eletto    | Democrazia Cristiana                    | 46 622  | 35,44 |  |  |  |  |  |
|                                                                                | Giuseppe Leoni             | Lega Lombarda                           | 28 124  | 21,38 |  |  |  |  |  |
|                                                                                | Aldo Rebecchi              | Partito Democratico della Sinistra      | 14 100  | 10,72 |  |  |  |  |  |
|                                                                                | Ornella Zavaglio Paterlini | Partito Socialista Italiano             | 11 715  | 8,91  |  |  |  |  |  |
|                                                                                | Elisa Gobbi Zorba          | Partito della Rifondazione Comunista    | 5 674   | 4,31  |  |  |  |  |  |
|                                                                                | Giorgio Steccanella        | Lega Alpina Lumbarda                    | 4 018   | 3,05  |  |  |  |  |  |
|                                                                                | Angelo Luigi Saurgnani     | Movimento Sociale Italiano              | 3 925   | 2,98  |  |  |  |  |  |
|                                                                                | Giuseppe Italia            | Partito Pensionati                      | 2 532   | 1,92  |  |  |  |  |  |
|                                                                                | Domenica Armanini Chini    | Partito Repubblicano Italiano           | 2 438   | 1,85  |  |  |  |  |  |
|                                                                                | Lucio Rapetti              | Federazione dei Verdi                   | 2 362   | 1,80  |  |  |  |  |  |
|                                                                                | Giancarlo Falchetti        | Lega Lombardia Europea                  | 2 280   | 1,73  |  |  |  |  |  |
|                                                                                | Gianfranco Riello          | Partito Liberale Italiano               | 2 040   | 1,55  |  |  |  |  |  |
|                                                                                | Giulia Frigerio            | La Lega Casalinghe-Pensionati           | 1 623   | 1,23  |  |  |  |  |  |
|                                                                                | Mario De Sandro            | Partito Socialista Democratico Italiano | 1 087   | 0,83  |  |  |  |  |  |
|                                                                                | Ezio Nichi                 | Alleanza Lombarda Autonomia             | 899     | 0,68  |  |  |  |  |  |
|                                                                                | Giuseppe Damiani           | Lista Marco Pannella                    | 887     | 0,67  |  |  |  |  |  |
|                                                                                | Lauro Boselli              | Sì Referendum                           | 533     | 0,41  |  |  |  |  |  |
|                                                                                | Gianfranco De Gasperi      | Caccia Pesca Ambiente                   | 428     | 0,33  |  |  |  |  |  |
|                                                                                | Angelo Valtulini           | Movimento Fascismo e Libertà            | 143     | 0,11  |  |  |  |  |  |
|                                                                                | Edoardo Ghidoni            | Federalismo - Pensionati Uomini Vivi    | 115     | 0,09  |  |  |  |  |  |
| Totale                                                                         | Totale                     | Totale                                  | 131 545 | 100   |  |  |  |  |  |
|                                                                                |                            |                                         |         |       |  |  |  |  |  |
| Voti non validi                                                                | Voti non validi            | Voti non validi                         | 6 480   | 4,69  |  |  |  |  |  |
| Votanti                                                                        | Votanti                    | Votanti                                 | 138 025 | 94,27 |  |  |  |  |  |
| Elettori                                                                       | Elettori                   | Elettori                                | 146 418 |       |  |  |  |  |  |
|                                                                                |                            |                                         |         |       |  |  |  |  |  |
| Nota: quorum del 65% non raggiunto; ripartizione dei seggi a livello regionale |                            |                                         |         |       |  |  |  |  |  |
| Data: 5 aprile 1992                                                            |                            |                                         |         |       |  |  |  |  |  |
| Fonte: Ministero dell'interno                                                  |                            |                                         |         |       |  |  |  |  |  |

## 1993-2005

### Territorio
Il collegio di Chiari era uno dei 31 collegi uninominali in cui era suddivisa la Lombardia; come previsto dal D.Lgs. del 20 dicembre 1993 n. 535, e comprendeva i seguenti comuni: Adro, Azzano Mella, Barbariga, Berlingo, Borgo San Giacomo, Brandico, Capriolo, Castegnato, Castelcovati, Castrezzato, Cazzago San Martino, Chiari, Coccaglio, Cologne, Comezzano-Cizzago, Corte Franca, Corzano, Dello, Erbusco, Gussago, Iseo, Lograto, Longhena, Maclodio, Mairano, Ome, Orzinuovi, Orzivecchi, Ospitaletto, Paderno Franciacorta, Palazzolo sull'Oglio, Paratico, Passirano, Pompiano, Pontoglio, Provaglio d'Iseo, Roccafranca, Rodengo-Saiano, Rovato, Rudiano, San Paolo, Torbole Casaglia, Travagliato, Trenzano, Urago d'Oglio, Verolanuova e Villachiara.

### Eletti
| Elezione | Elezione | Senatore          | Partito                  |
| -------- | -------- | ----------------- | ------------------------ |
|          | 1994     | Giovanni Gei      | Polo delle Libertà (CCD) |
|          | 1996     | Francesco Tirelli | Lega Nord                |
|          | 2001     | Sergio Agoni      | Casa delle Libertà (LN)  |

### Dati elettorali

#### XII legislatura
|                               | Giovanni Gei ✔️ Eletto      | Polo delle Libertà           | 65 817  | 41,80 |  |  |  |  |  |
|                               | Francesco Ferrari ✔️ Eletto | Patto per l'Italia           | 35 756  | 22,71 |  |  |  |  |  |
|                               | Bartomoleo Vanini           | Progressisti                 | 24 573  | 15,61 |  |  |  |  |  |
|                               | Silvio Moretti              | Lega Alpina Lumbarda         | 9 723   | 6,17  |  |  |  |  |  |
|                               | Ernesto Di Bello            | Alleanza Nazionale           | 7 663   | 4,87  |  |  |  |  |  |
|                               | Angelina Redaelli           | Partito Pensionati           | 5 366   | 3,41  |  |  |  |  |  |
|                               | Ferdinando Camesasca        | Lista Pannella-Riformatori   | 4 490   | 2,85  |  |  |  |  |  |
|                               | Carlo Montalbetti           | Lega di Angela Bossi         | 3 128   | 1,99  |  |  |  |  |  |
|                               | Silvano Corini              | Partito della Legge Naturale | 949     | 0,60  |  |  |  |  |  |
| Totale                        | Totale                      | Totale                       | 157 465 | 100   |  |  |  |  |  |
|                               |                             |                              |         |       |  |  |  |  |  |
| Voti non validi               | Voti non validi             | Voti non validi              | 8 208   | 4,95  |  |  |  |  |  |
| Votanti                       | Votanti                     | Votanti                      | 165 673 | 99,80 |  |  |  |  |  |
| Elettori                      | Elettori                    | Elettori                     | 166 000 |       |  |  |  |  |  |
|                               |                             |                              |         |       |  |  |  |  |  |
| Data: 27-28 marzo 1994        |                             |                              |         |       |  |  |  |  |  |
| Fonte: Ministero dell'interno |                             |                              |         |       |  |  |  |  |  |

#### XIII legislatura
|                               | Francesco Tirelli ✔️ Eletto | Lega Nord                                | 52 627  | 32,94 |  |  |  |  |  |
|                               | Bruno Lorenzo Mazzotti      | L'Ulivo                                  | 51 626  | 32,32 |  |  |  |  |  |
|                               | Giovanni Gei                | Polo per le Libertà                      | 44 362  | 27,77 |  |  |  |  |  |
|                               | Silvana Danesi              | Lega per l'Autonomia - Alleanza Lombarda | 5 113   | 3,20  |  |  |  |  |  |
|                               | Carlo Finazzi               | Lista Pannella-Sgarbi                    | 2 053   | 1,29  |  |  |  |  |  |
|                               | Giuliano Beccalossi         | Federazione Liste Civiche                | 1 583   | 0,99  |  |  |  |  |  |
|                               | Roberto Bolognesi           | Movimento Sociale Fiamma Tricolore       | 1 547   | 0,97  |  |  |  |  |  |
|                               | Pasquale Gusmini            | Partito Socialista                       | 836     | 0,52  |  |  |  |  |  |
| Totale                        | Totale                      | Totale                                   | 159 747 | 100   |  |  |  |  |  |
|                               |                             |                                          |         |       |  |  |  |  |  |
| Voti non validi               | Voti non validi             | Voti non validi                          | 7 566   | 4,52  |  |  |  |  |  |
| Votanti                       | Votanti                     | Votanti                                  | 167 313 | 92,31 |  |  |  |  |  |
| Elettori                      | Elettori                    | Elettori                                 | 181 258 |       |  |  |  |  |  |
|                               |                             |                                          |         |       |  |  |  |  |  |
| Data: 21 aprile 1996          |                             |                                          |         |       |  |  |  |  |  |
| Fonte: Ministero dell'interno |                             |                                          |         |       |  |  |  |  |  |

#### XIV legislatura
|                               | Sergio Agoni ✔️ Eletto | Casa delle Libertà                       | 76 805  | 45,65 |  |  |  |  |  |
|                               | Dante Daniele Buizza   | L'Ulivo                                  | 51 436  | 30,57 |  |  |  |  |  |
|                               | Raffaele Carbotta      | Lega per l'Autonomia - Alleanza Lombarda | 13 795  | 8,20  |  |  |  |  |  |
|                               | Pietro Magra           | Partito della Rifondazione Comunista     | 6 424   | 3,82  |  |  |  |  |  |
|                               | Giovanni Trovato       | Lista Di Pietro                          | 5 169   | 3,07  |  |  |  |  |  |
|                               | Roberto Bonomi         | Democrazia Europea                       | 4 423   | 2,63  |  |  |  |  |  |
|                               | Graziella Spallina     | Partito Pensionati                       | 3 989   | 2,37  |  |  |  |  |  |
|                               | Carlo Finazzi          | Lista Pannella-Bonino                    | 3 095   | 1,84  |  |  |  |  |  |
|                               | Ezio Torchiani         | Fiamma Tricolore                         | 1 881   | 1,12  |  |  |  |  |  |
|                               | Maurizio Morosini      | Forza Nuova                              | 555     | 0,33  |  |  |  |  |  |
|                               | Giancarlo Orini        | Partito Liberal-Popolare                 | 351     | 0,21  |  |  |  |  |  |
|                               | Emilio Cupolo          | Liberaldemocratici Basta                 | 339     | 0,20  |  |  |  |  |  |
| Totale                        | Totale                 | Totale                                   | 168 262 | 100   |  |  |  |  |  |
|                               |                        |                                          |         |       |  |  |  |  |  |
| Voti non validi               | Voti non validi        | Voti non validi                          | 8 998   | 5,08  |  |  |  |  |  |
| Votanti                       | Votanti                | Votanti                                  | 177 260 | 90,28 |  |  |  |  |  |
| Elettori                      | Elettori               | Elettori                                 | 196 344 |       |  |  |  |  |  |
|                               |                        |                                          |         |       |  |  |  |  |  |
| Data: 13 maggio 2001          |                        |                                          |         |       |  |  |  |  |  |
| Fonte: Ministero dell'interno |                        |                                          |         |       |  |  |  |  |  |